# Filmfare Award 1954
Der 1. Filmfare Award wurde am 21. März 1954 im Metro Theatre in Bombay, Indien verliehen. In dieser Verleihung gab es noch in jeder Kategorie nur eine Nominierung.

## Gewinner und Nominierte
| Kategorie               | Filmtitel      | Gewinner     | Weitere Nominierungen |
| Bester Film             | Do Bigha Zamin | Bimal Roy    |                       |
| Beste Regie             | Do Bigha Zamin | Bimal Roy    |                       |
| Bester Hauptdarsteller  | Daag           | Dilip Kumar  |                       |
| Beste Hauptdarstellerin | Baiju Bawra    | Meena Kumari |                       |
| Beste Musik             | Baiju Bawra    | Naushad      |                       |